# کلستریل نونانوآت
کلستریل نونانوآت (به انگلیسی: Cholesteryl nonanoate) با فرمول شیمیایی C36H62O2 یک ترکیب شیمیایی با شناسه پاب‌کم 22056524 است. شکل ظاهری این ترکیب، بلورهای سفید است.